# George Ducker
Pour les articles homonymes, voir Ducker.
George Ducker, né le 27 septembre 1871 et mort le 26 septembre 1952, est un joueur canadien de football qui a participé aux Jeux olympiques d'été de 1904.

## Biographie
George Ducker naît en Ontario au Canada. En 1904, il est membre de l'équipe du Galt F. C. qui remporte la médaille d'or au tournoi olympique de football. Lors de la compétition, il joue deux matchs au poste de défenseur.

## Palmarès
- Médaille d'or aux Jeux olympiques d'été de 1904

## Source de la traduction
- (en) Cet article est partiellement ou en totalité issu de l’article de Wikipédia en anglais intitulé « George Ducker » (voir la liste des auteurs).